# Marin Molliard
Marin Molliard, född den 8 juni 1866 i Châtillon-sur-Loing (Loiret), död den 24 januari 1944 i Paris, var en fransk botanist. Auktorsnamnet Molliard kan användas för Marin Molliard i samband med ett vetenskapligt namn inom botaniken; se Wikipediaartiklar som länkar till auktorsnamnet.
Molliard blev filosofie doktor 1895 och innehavare av den nyupprättade professuren i växtfysiologi vid Faculté des sciences de Paris 1913; sedan 1920 var han nämnda fakultets dekan. Gallbildningarna är främst föremål för Molliers arbeten, bland vilka hans doktorsavhandling Recherches sur les cécidies florales är det mest betydande, och växtfysiologi, särskilt näringsfysiologin och sambandet mellan yttre faktorer och morfologin. Han skrev även flera böcker i "Encyclopédie scientifique", behandlande olika kapitel av växtfysiologin. Flera gånger prisbelönt av Franska vetenskapsakademien, valdes han 1923 till dess ledamot.